# Alpheus crockeri
Alpheus crockeri är en kräftdjursart som först beskrevs av Armstrong 1941.  Alpheus crockeri ingår i släktet Alpheus och familjen Alpheidae. Inga underarter finns listade i Catalogue of Life.